# Gouvernement Tsípras I
Pour les articles homonymes, voir gouvernement Tsípras.
IIIe République hellénique
Samarás Thánou
Le gouvernement Tsípras I (en grec moderne : Κυβέρνηση Αλέξη Τσίπρα Ιανουαρίου 2015) est le gouvernement de la République hellénique entre le 27 janvier  et le 28 août 2015, sous la XVIe législature du Parlement.
Il est dirigé par l'écosocialiste Aléxis Tsípras, vainqueur à la majorité relative des élections législatives. Il succède au gouvernement de coalition du conservateur Antónis Samarás, et cède le pouvoir au gouvernement transitoire de la présidente de la Cour de cassation Vassilikí Thánou-Christophílou, chargé d'organiser les élections anticipées de septembre 2015.

## Historique
Dirigé par le nouveau Premier ministre écosocialiste Aléxis Tsípras, ce gouvernement est constitué et soutenu par une coalition entre la Coalition de la gauche radicale (SYRIZA) et les Grecs indépendants (ANEL). Ensemble, ils disposent de 162 députés sur 300, soit 54 % des sièges du Parlement.
Il est formé à la suite des élections législatives du 25 janvier 2015.
Il succède donc au gouvernement du conservateur Antónis Samarás, constitué et soutenu par une coalition entre la Nouvelle Démocratie (ND) et le Mouvement socialiste panhellénique (PASOK).

### Formation
Au cours du scrutin, SYRIZA devient le premier parti de Grèce avec 36,3 % des voix. Devançant la ND de neuf points, elle rate de seulement deux sièges la majorité absolue. Après que La Rivière (Potámi) et les Grecs indépendants ont mutuellement refusé l'idée de siéger ensemble au sein de l'exécutif, SYRIZA s'entend au lendemain des élections avec ANEL — parti souverainiste de droite opposé à l'austérité — en vue de former une coalition.
Les deux partis sont alors perçus, sur le plan de la politique étrangère, comme favorables au renforcement des relations entre leur pays et la Russie. Selon Foreign Policy et Timmothy Ash, analyste de la Standard Bank, l'extrême gauche grecque est pro-russe, en souvenir de l'époque soviétique, tandis que la droite nationaliste la perçoit comme son grand frère orthodoxe. Le nouveau ministre des Affaires étrangères, un transfuge du Parti communiste de Grèce, a notamment pris parti pour l'intervention russe en Crimée, alors qu'Aléxis Tsípras a qualifié les membres du gouvernement ukrainien de « néonazis ». Mais ce positionnement est, selon Theocharis Grigoriadis, professeur assistant d’économie à l’université libre de Berlin, avant tout un effet rhétorique et stratégique destiné à faciliter la renégociation de la dette grecque, notamment en montrant à l'Europe que la Grèce pourrait peser sur d’autres sujets,.
Tsípras et son équipe de 14 ministres sont assermentés au palais présidentiel d'Athènes par le président de la République Károlos Papoúlias le 27 janvier, deux jours après le scrutin.
Lors du quatrième tour de l'élection présidentielle le 18 février, l'ancien ministre de l'Intérieur Prokópis Pavlópoulos, issu de la ND et proposé par SYRIZA, est élu par 233 voix favorables, soit 53 de plus que la majorité requise, grâce au soutien des partis au pouvoir et de la Nouvelle Démocratie.

### Succession
Le 26 juin, le Premier ministre annonce la convocation le 5 juillet d'un référendum sur l'accord passé avec les créanciers de la Grèce, prévoyant de nouvelles mesures d'austérité budgétaire. Le « Non » l'emporte avec plus de 61 % des suffrages exprimés, mais Tsípras doit accepter le 13 juillet un nouvel accord, sensiblement identique à celui repoussé par les électeurs hellènes,.
L'aile gauche de SYRIZA refusant les termes de cet accord, le chef de l'exécutif risque de se trouver en minorité. Il annonce le 20 août sa démission, dans l'objectif d'ouvrir la voie à des élections législatives anticipées. Le lendemain, 25 parlementaires du parti au pouvoir, dont l'ancien ministre Panayiótis Lafazánis, font scission afin de créer Unité populaire (LAE), favorable à une sortie de la Grèce de la zone euro si l'austérité devait se poursuivre,.
Dans la mesure où aucun des trois formateurs désignés par le chef de l'État n'est en mesure de constituer un nouveau cabinet, le Parlement est dissous et les électeurs appelés à le renouveler le 20 septembre suivant. Dans l'intervalle, la présidente de la Cour de cassation Vassilikí Thánou-Christophílou met en place un gouvernement de transition.

## Composition
| Portefeuille                                                             | Titulaire | Titulaire                                                   | Parti  |
| ------------------------------------------------------------------------ | --------- | ----------------------------------------------------------- | ------ |
| Premier ministre                                                         |           | Aléxis Tsípras                                              | SYRIZA |
| Vice-Premier ministre                                                    |           | Ioánnis Dragasákis                                          | SYRIZA |
| Ministre de l’Intérieur et des Réformes administratives                  |           | Níkos Voútsis                                               | SYRIZA |
| Ministre de l’Économie, des Infrastructures, de la Marine et du Tourisme |           | Geórgios Stathákis                                          | SYRIZA |
| Ministre de la Défense nationale                                         |           | Pános Kamménos                                              | ANEL   |
| Ministre de la Culture, de l’Éducation et des Religions                  |           | Aristídis Baltás                                            | SYRIZA |
| Ministre du Redressement productif, de l'Environnement et de l'Énergie   |           | Panayiótis Lafazánis (jusqu'au 17/07/2015) Pános Skourlétis | SYRIZA |
| Ministre de la Justice, de la Transparence et des Droits de l'homme      |           | Níkos Paraskevópoulos                                       | Sans   |
| Ministre des Affaires étrangères                                         |           | Níkos Kotziás                                               | Sans   |
| Ministre des Finances                                                    |           | Yánis Varoufákis (jusqu'au 06/07/2015) Euclide Tsakalotos   | SYRIZA |
| Ministre du Travail et de la Solidarité sociale                          |           | Pános Skourlétis (jusqu'au 17/07/2015) Geórgios Katroúgalos | SYRIZA |
| Ministre de la Santé et de la Sécurité sociale                           |           | Panayótis Kouroumblís                                       | SYRIZA |
| Ministre d’État                                                          |           | Níkos Pappás                                                | SYRIZA |
| Ministre d’État à la Lutte contre la corruption                          |           | Panayótis Nikoloúdis                                        | Sans   |
| Ministre d’État à la Coordination gouvernementale                        |           | Alékos Flambouráris                                         | SYRIZA |